# Beijing Beitida Zuqiu Julebu
Il Beijing Beitida Zuqiu Julebu (北京北体大足球俱乐部S, Běijīng Běitǐdà Zúqiú JùlèbùP), a volte tradotto come Beijing Sport University Football Club o più semplicemente Beijing BSU Football Club, è stata una squadra di calcio cinese con sede a Pechino. La squadra giocava le sue partite all'Olympic Sports Centre Stadium. La società è stata fondata nel 2004, con il nome di Beijing Baxy Football Club (北京八喜联合竞技足球俱乐部S, Běijīng Bāxǐ Liánhé Jìngjì Zúqiú JùlèbùP).

## Denominazione
- Dal 2004 al 2014: Beijing Baxi Lianhe Jingji Zuqiu Julebu (北京八喜联合竞技足球俱乐部S; Beijing Baxy Football Club)
- Dal 2015 al 2018: Beijing Konggu Zuqiu Julebu (北京控股足球俱乐部S; Beijing Enterprises Group Football Club)
- Dal 2019 al 2023: Beijing Beitida Zuqiu Julebu (北京北体大足球俱乐部S; Beijing Sport University Football Club)

## Palmarès

### Altri piazzamenti
- Coppa della Cina:

Semifinalista: 2015
- China League Two:

Terzo posto: 2009

## Rosa 2017
| N. |                    | Ruolo | Calciatore     |
| -- | ------------------ | ----- | -------------- |
| 1  | Cina (bandiera)    | P     | Dong Lei       |
| 3  | Cina (bandiera)    | D     | Liu Yi         |
| 5  | Cina (bandiera)    | D     | Tang Jiashu    |
| 6  | Cina (bandiera)    | C     | Wang Changqing |
| 7  | Cina (bandiera)    | D     | Jin Hui        |
| 8  | Cina (bandiera)    | C     | Chen Shuo      |
| 10 | Austria (bandiera) | A     | Rubin Okotie   |
| 11 | Cina (bandiera)    | C     | Wang Wen'an    |
| 12 | Cina (bandiera)    | A     | Wen Chih-hao   |
| 14 | Nigeria (bandiera) | A     | Leke James     |
| 15 | Cina (bandiera)    | D     | Yang Guiyan    |
| 16 | Cina (bandiera)    | C     | Yu Tao         |
| 17 | Cina (bandiera)    | D     | Xu Dong        |
| 18 | Cina (bandiera)    | P     | Jiang Bo       |

| N. |                 | Ruolo | Calciatore      |
| -- | --------------- | ----- | --------------- |
| 19 | Cina (bandiera) | D     | Zhang Junzhe    |
| 20 | Cina (bandiera) | C     | Bu Xin          |
| 21 | Cina (bandiera) | A     | Chen Hao-wei    |
| 23 | Cina (bandiera) | D     | Yao Liang       |
| 25 | Cina (bandiera) | P     | Liu Tianxin     |
| 26 | Cina (bandiera) | D     | Cui Zhongkai    |
| 28 | Cina (bandiera) | C     | Xue Fei         |
| 29 | Cina (bandiera) | C     | Han Yi          |
| 31 | Cina (bandiera) | C     | Yan Xiangchuang |
| 32 | Cina (bandiera) | D     | Wang Cun        |
| 33 | Cina (bandiera) | D     | Liu Bin         |
| 36 | Cina (bandiera) | C     | Lü Peng         |
| 49 | Cina (bandiera) | C     | Song Yi         |

## Rosa 2016
| N. |                    | Ruolo | Calciatore     |
| -- | ------------------ | ----- | -------------- |
| 1  | Cina (bandiera)    | P     | Dong Lei       |
| 3  | Cina (bandiera)    | D     | Liu Yi         |
| 5  | Cina (bandiera)    | D     | Tang Jiashu    |
| 6  | Cina (bandiera)    | C     | Wang Changqing |
| 7  | Cina (bandiera)    | D     | Jin Hui        |
| 8  | Cina (bandiera)    | C     | Chen Shuo      |
| 10 | Austria (bandiera) | A     | Rubin Okotie   |
| 11 | Cina (bandiera)    | C     | Wang Wen'an    |
| 12 | Cina (bandiera)    | A     | Wen Chih-hao   |
| 14 | Nigeria (bandiera) | A     | Leke James     |
| 15 | Cina (bandiera)    | D     | Yang Guiyan    |
| 16 | Cina (bandiera)    | C     | Yu Tao         |
| 17 | Cina (bandiera)    | D     | Xu Dong        |
| 18 | Cina (bandiera)    | P     | Jiang Bo       |

| N. |                 | Ruolo | Calciatore      |
| -- | --------------- | ----- | --------------- |
| 19 | Cina (bandiera) | C     | Zhang Junzhe    |
| 20 | Cina (bandiera) | C     | Bu Xin          |
| 21 | Cina (bandiera) | C     | Chen Hao-wei    |
| 23 | Cina (bandiera) | D     | Yao Liang       |
| 25 | Cina (bandiera) | P     | Liu Tianxin     |
| 26 | Cina (bandiera) | D     | Cui Zhongkai    |
| 28 | Cina (bandiera) | C     | Xue Fei         |
| 29 | Cina (bandiera) | C     | Han Yi          |
| 31 | Cina (bandiera) | C     | Yan Xiangchuang |
| 32 | Cina (bandiera) | D     | Wang Cun        |
| 33 | Cina (bandiera) | D     | Liu Bin         |
| 36 | Cina (bandiera) | C     | Lü Peng         |
| 49 | Cina (bandiera) | C     | Song Yi         |

## Rosa 2010
| N. |                 | Ruolo | Calciatore    |
| -- | --------------- | ----- | ------------- |
| 1  | Cina (bandiera) | P     | Cai Haochen   |
| 2  | Cina (bandiera) | D     | Yao Liang     |
| 3  | Cina (bandiera) | C     | Liu Junpeng   |
| 4  | Cina (bandiera) | C     | Ji Nan        |
| 5  | Cina (bandiera) | A     | Xu Ning       |
| 6  | Cina (bandiera) | C     | Li Zhendong   |
| 7  | Cina (bandiera) | D     | Wu Wenguang   |
| 8  | Cina (bandiera) | C     | Du Xin        |
| 9  | Cina (bandiera) | A     | Wang Jingchao |
| 10 | Cina (bandiera) | C     | Wang Jun      |
| 11 | Cina (bandiera) | A     | Wang Huaqiang |
| 12 | Cina (bandiera) | D     | Chen Fangzhou |
| 13 | Cina (bandiera) | D     | Han Xuan      |
| 14 | Cina (bandiera) | C     | Liu Xiang     |
| 15 | Cina (bandiera) | D     | Du Xianze     |
| 16 | Cina (bandiera) | D     | Xu Chen       |
| 17 | Cina (bandiera) | C     | Jiang Lin     |
| 18 | Cina (bandiera) | D     | Zhao Jun      |
| 19 | Cina (bandiera) | C     | Jing Deyang   |

| N. |                       | Ruolo | Calciatore      |
| -- | --------------------- | ----- | --------------- |
| 20 | Cina (bandiera)       | A     | Zhang Shuang    |
| 21 | Cina (bandiera)       | A     | Jiang Zhongxiao |
| 22 | Cina (bandiera)       | P     | Ban Yong        |
| 23 | Cina (bandiera)       | P     | Guo Wei         |
| 24 | Cina (bandiera)       | C     | Ren Jianglong   |
| 25 | Cina (bandiera)       | D     | Shang Zhipu     |
| 26 | Cina (bandiera)       | C     | Zhang Zuojun    |
| 27 | Cina (bandiera)       | D     | Jiao Yang       |
| 28 | Cina (bandiera)       | D     | Lu Ming         |
| 29 | Cina (bandiera)       | D     | Li Taoyu        |
| 30 | Cina (bandiera)       | C     | Wang Wei        |
| 31 | Cina (bandiera)       | D     | Zhang Yu        |
| 32 | Cina (bandiera)       | D     | Wang Anzhi      |
| 33 | Cina (bandiera)       | D     | Wang Lei        |
| 34 | Cina (bandiera)       | D     | Zhao Yuan       |
| 36 | Montenegro (bandiera) | D     | Vlado Jeknić    |
| 37 | Cina (bandiera)       | A     | Jin Hui         |
| 38 | Porto Rico (bandiera) | D     | John Krause     |
| 39 | Cina (bandiera)       | C     | Gao Leilei      |